# Schaufelspitze (Stubaier Alpen)
De Schaufelspitze is een 3332 meter hoge bergtop in de Stubaier Alpen in het Oostenrijkse Tirol.
De top is voor geoefende klimmers makkelijk bereikbaar vanaf de Bildstöckljoch.